# Bughea de Jos (okręg Ardżesz)
Bughea de Jos – wieś w Rumunii, w okręgu Ardżesz, w gminie Bughea de Jos. W 2011 roku liczyła 2862 mieszkańców.